# Ceahlău
Ceahlău is een Roemeense gemeente in het district Neamț.

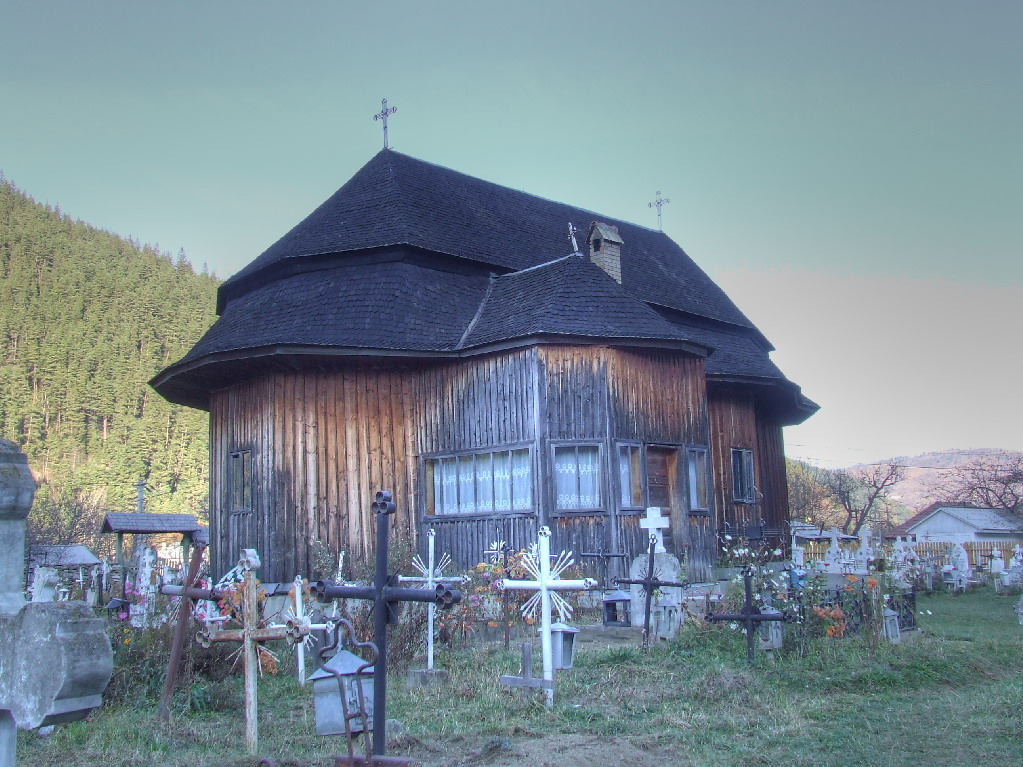
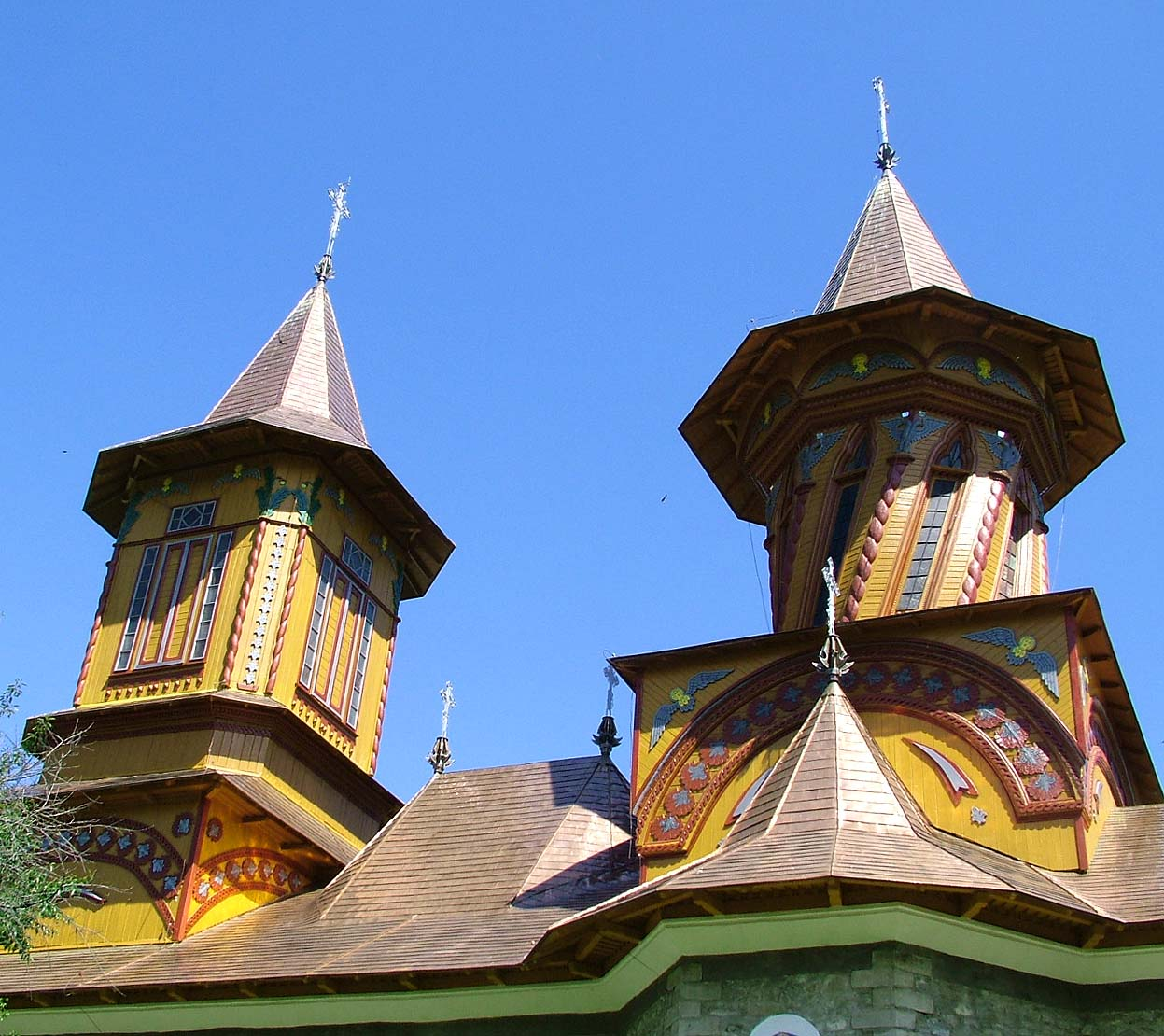
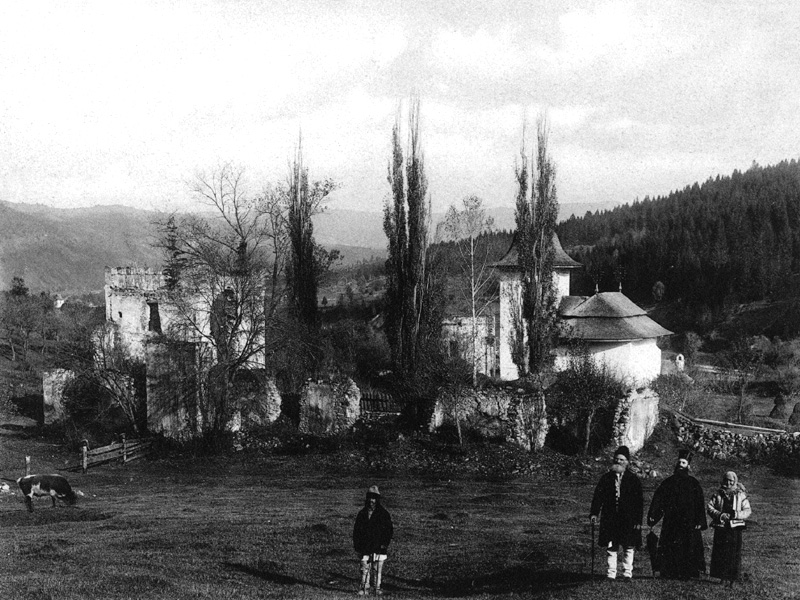

Ceahlău telt 2488 inwoners.